# Loxocythere
Loxocythere is een geslacht van kreeftachtigen uit de klasse van de Ostracoda (mosselkreeftjes).

## Soorten
- Loxocythere kingi Hornibrook, 1952
- Loxocythere malzi McKenzie, Reyment & Reyment, 1993 †
- Loxocythere ouyenensis (Chapman, 1914) Mckenzie, 1982 †
- Loxocythere postventrobullata McKenzie, Reyment & Reyment, 1990
- Loxocythere scaphoides (Brady, 1880) Mckenzie, 1965
- Loxocythere subtrigonalis Herrig, 1963 †
- Loxocythere sumatrensis (Kingma, 1948) Zhao (Yi-Chun) & Whatley, 1989 †
- Loxocythere tetsurohanaii Tanaka in Tanaka & Hasegawa, 2013 †
- Loxocythere variasculpta Whatley, Moguilevsky, Toy, Chadwick, Ramos, 1997

Niet geaccepteerde soorten:
- Loxocythere hornibrooki, synoniem van Microcytherura (Loxocythere) hornibrooki
- Loxocythere crassa, synoniem van Microcytherura (Loxocythere) crassa